# Губа
Губа̀ е дълбоко вдаващ се в сушата морски залив по северните брегове на Русия, в който обикновено се влива голяма река (например Обска губа, Онежка губа). В тези заливи е силно изразено влиянието на вливащите се тях реки: дъното е покрито с речни наслаги, водата е силно опреснена и цветът ѝ рязко се отличава от цвета на морската вода. В губата се различават два обособени дяла: връх (вътрешната, обикновено стеснена част) и устие (частта, непосредствено съединяваща се с морето). Терминът губа е въведен около 10 век от руските търговци, плаващи покрай северните брегове на Русия.